# Экономика Ирана
Экономика Ирана, одной из наиболее богатых стран Азии — 18-я в мире по объёму национального производства (по данным ЦРУ, 2010) и крупнейшая среди государств Западной Азии, Ближнего Востока и ОПЕК.
Иран по объёму ВВП является четвёртой экономикой в исламском мире (22-е место в мире), после Индонезии, Саудовской Аравии и Турции.
По конкурентоспособности занимает 76 местo, по инновациям — 78, пo индексу экономики знаний — 94 место среди других государств мира.
Развитие экономики Ирана осложняют санкции и законодательные ограничения, введённые в отношении страны: по состоянию на 7 марта 2022 года против Ирана были введены 3616 санкций, по состоянию на 23 февраля 2023 года — 4268.

## Общая характеристика
Сельскохозяйственный сектор составляет 10 % в структуре ВВП Ирана, в нём заняты около 1/4 работоспособного населения. 

30 % ВВП занимает промышленность (23 % населения), в том числе нефтехимическая. 

60 % — сектор услуг (63 % рабочей силы).
Иран имеет положительный торговый баланс 73 % (экспорт — 230, импорт — 150 млрд долл.).
80 % экспорта составляют минеральные ресурсы, при этом на их добыче занят всего 1 % населения.
В 2006 году среднегодовая заработная плата составила 2700 долл.; в 2017 году — 3000 долл.
Население за чертой бедности — 18,7 % (2011). Инфляция составляет 15,8 %.

### ВВП
Внутренний валовой продукт (ВВП) Ирана (учитывается за период Солнечной хиджры: от 21 марта по 20 марта след. года):
| Год  | Объём ВВП (млрд риалов) | По ППС ($ млрд) |
| ---- | ----------------------- | --------------- |
| 1980 | 6,6                     | 98,797          |
| 1985 | 16,6                    | 186,782         |
| 1990 | 34,5                    | 206,768         |
| 1995 | 185,9                   | 206,768         |
| 2000 | 580,5                   | 373,725         |
| 2005 | 1768,7                  | 554,775         |

¹ — в Иране используется летоисчисление от солнечной хиджры (622 год).
- 2006 — 610,4 млрд долл. (рост 5 %).
- 2007 и 2008 прогнозировался рост 7 %.
- 2011 — 928,9 млрд долл. (рост 2,5 %).
- 2013 — 366 млрд долл. (-2,0 %)[уточнить]
- 2014 — 423 млрд долл. (рост 6,8 %)
- 2015 — 375,40 (-11,34 %)
- 2016 — +4,5 (по данным МВФ); рост 6,3 %, включая нефтяной сектор — 8,3 % (по данным Статистического центра Ирана, SCI); такой рост был достигнут благодаря отмене санкций против Ирана в соответствии с соглашением по ядерной программе Ирана.
- 2017 — +4,1 % (по данным МВФ); рост 4,3 %, включая нефтяной сектор — 3,7 % (по данным SCI)
- 2018 — 439,51 млрд (рост 1,8 %) /на октябрь/[16]
- 2019 — 458,5 млрд[17] ; ВВП по ППС — 1,491 трлн долл[18]

ВВП (по ППС) на душу населения составляет (на 2011) 12 200 долл.
Номинальное ВВП Ирана (в млрд $)
Номинальное ВВП Ирана (в млрд $)
ВВП номинальное на душу населения Ирана (в $)
ВВП номинальное на душу населения Ирана (в $)

### Финансы
Валюта Ирана:

Распределение ВВП по провинциям Ирана (2014)

денежный знак — иранский риал (риял); состоит из 100 динаров. До денежной реформы 1932 года валютой Ирана был туман.
Бюджет
45 % доходов госбюджета поступает от экспорта нефти и газа, 31 % — от налогов и сборов.
Профицит бюджета — 8 % ВВП (доход 130,6 млрд долл., расход — 92,2 млрд).
По оценке на 2017 год  доходы бюджета составляют 74,5 млрд долл., а расходы 84,45 млрд долларов, то есть бюджет стал дефицитным.

### Экономические санкции
Экономика Ирана достаточно зависима от внешних рынков сбыта. Несмотря на большое количество природных ископаемых и нефтяных ресурсов — сложные политические отношения с США и принятые экономические санкции существенно снижают экономический потенциал Ирана. Европейские и большинство азиатских рынков, принимая во внимание позицию США, также ввели экономические санкции против Ирана, закрыв для него свои рынки.
Особенно сильно на иранской экономике сказываются напряженные отношения со странами Азии. В апреле 2019 года между Вашингтоном и Тегераном случился очередной виток конфликта, за этим последовал пересмотр отношений с Ираном со стороны крупных азиатских банков, нефтяных и промышленных компаний. В частности бренды Huawei, Lenovo, LG, Samsung задумались о сворачивании собственных производственных и торговых мощностей в Иране.

## История
До 1970-х годов Иран был преимущественно аграрной страной. В начале 1970-х правительство шахского премьер-министра Амир-Аббаса Ховейды с помощью западных, в первую очередь, американских, компаний активно проводило индустриализацию экономики и модернизацию существующего производства для удовлетворения внутренних потребностей страны. Однако из-за значительного социального расслоения (и низкого массового спроса) и политическая напряжённость к 1978 году «Белая революция» дала минимальные результаты. В Иране начались массовые забастовки, резкий спад производства. В феврале-апреле 1979 года в стране произошла смена власти (см. Исламская революция в Иране).
Новый экономический курс, провозглашённый руководством Исламской республики, был нацелен на экономическую независимость Ирана от западных стран, а также на достижение максимальной занятости населения.
На протяжении 1980-х годов экономический рост Ирана тормозила начавшая вскоре война с Ираком.
К 1990-м годам население Ирана увеличилось вдвое по сравнению с дореволюционным показателем, при этом огромный процент иранцев не достиг совершеннолетия. Начался массовый отток населения из сёл в города, что пагубно сказалось на сельском хозяйстве и к концу XX века Иран стал одним из крупнейших импортёров пищевой продукции.
Одним из несомненных достижений Исламской революции стало резкое развитие здравоохранения и образования. Новое правительство вкладывало в науку огромные средства, чтобы по возможности максимально заменить западных специалистов собственными и ликвидировать ужасающую безграмотность. В то же время, одной из важнейших проблем иранской экономики остаётся высокий уровень безработицы.
В 90-х годах стала активно развиваться инфраструктура, в первую очередь транспортная: Иран покрылся сетью качественных автомагистралей, но железнодорожный транспорт по-прежнему занимает весьма малую долю в общем объёме транспортных перевозок. Новое развитие получили автомобилестроение, точное машиностроение. С целью скорейшего роста производства в этих отраслях правительство проводит их активную приватизацию.
В 2000-е годы национальных нефтеперерабатывающих мощностей стало не хватать для обеспечения экономики, что привело к дефициту электроэнергии. Иран стал закупать огромное количество бензина за границей. К 2007 году этот показатель достиг 40 % от всего потребляемого в стране. Для борьбы с этим явлением правительство принимает как краткосрочные меры (квотирование бензина для населения), так и долгосрочные: развитие альтернативных источников энергии, в первую очередь атомной.
Четвёртая пятилетка
Четвёртый пятилетний план экономического развития (на 2005—2010 годы) подразумевает:
- ежегодное создание 700 тысяч новых рабочих мест;
- ежегодный рост железнодорожных перевозок (15 %);
- увеличение до 56 млн тонн ежегодного производства нефтепродуктов;
- генерирование к 2010 году 6 тысяч мегаватт энергии от атомной электростанции;
- создание от 50 до 60 промышленных парков;
- допуск иностранных банков в финансовую сферу.

Благодаря этим показателям правительство планирует довести к 2025 году уровень инвестиций в экономику до $3,7 трлн, из которых $1,3 трлн будут иностранными.
В начале 2010-х, как сообщает телеканала «Аль-Арабия», Исламская республика находится в самом глубоком кризисе со времён её образования, Тегеран не в состоянии справится со стоящими перед страной экономическими задачами. Причиной этого стали провальная экономическая политика президента Ахмадинежада и экономические санкции, наложенные на Иран мировым сообществом.
В последнее время, особенное внимание уделяется диверсификации иранской экономики, благодаря развитию таких отраслей, как точное машиностроение, атомная промышленность, автомобильное машиностроение, ракетно-космическая промышленность, а также нанотехнологиям, медицине, информационным технологиям.

### Приватизация
Планы по масштабной приватизации экономики были объявлены правительством по окончании ирано-иракской войны в 1988 году, как средство стимуляции полуразрушенной экономики. Вместе с тем процесс приватизации пошёл крайне медленно, главным образом из-за оппозиции парламентского большинства. В 2007 году 70 % промышленного производства находилось в руках государства. В государственной собственности остаются главным образом предприятия тяжёлой промышленности (нефтехимия, чёрная и цветная металлургия, машиностроение), тогда как лёгкая промышленность почти целиком приватизирована.
Согласно статье 44 Конституции Ирана, по форме собственности предприятия в Иране делятся на:
- Государственный сектор: тяжёлое машиностроение, внешняя торговля, нефтехимическая промышленность, банковские услуги, страхование, энергетика, информационные коммуникации, транспортные коммуникации, почта, телефон, телеграф.
- Кооперативный сектор: специальные кооперативы («Боньяды» перс. بنیاد‎).
- Частный сектор: строительство, сельское хозяйство, лёгкая промышленность, сектор услуг.

Вместе с тем, 44-я статья никогда не соблюдалась строго, и частный сектор фактически играет значительно большую роль в экономике. В 2004 году эта статья была пересмотрена таким образом, что теперь позволяет приватизировать до 80 % экономики.

## Сельское хозяйство

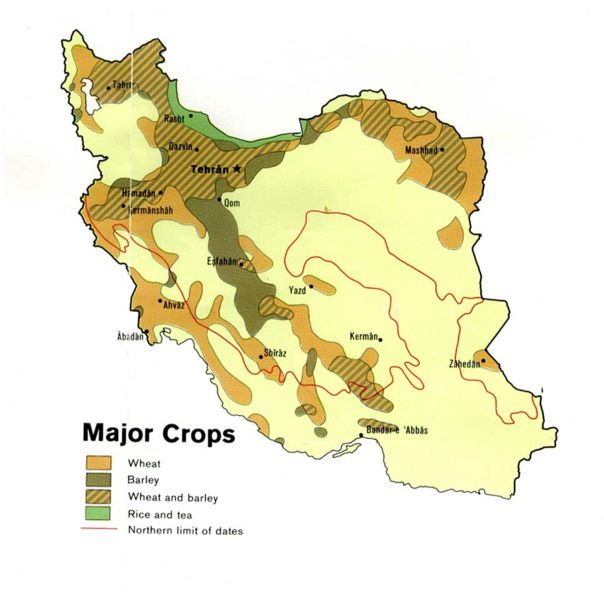
Пахотные земли Ирана

Пашни составляют 20 % всей территории Ирана. Большая часть этих земель находится на севере, ближе к Каспийскому морю, а также в относительно влажных долинах на северо-западе. Некоторые пахотные земли в равнинных, но засушливых южных провинциях оснащены ирригационными системами. Всего орошается 7,5 млн га земель.
Среди важнейших сельскохозяйственных культур пшеница, ячмень, рис, бобовые, хлопчатник, сахарная свёкла, сахарный тростник, табак, чай, орехи, фисташки.
Животноводство основано на разведении овец, коз, верблюдов, крупного рогатого скота.
Рыбная промышленность: богатые рыбные ресурсы (см. Иранский институт изучения рыбного хозяйства), обусловленные наличием Каспийского моря; заметная мировая доля в добыче чёрной икры.

## Природные ресурсы и добывающая промышленность
Нефть
Иран обладает третьим по объёму, после Саудовской Аравии и Венесуэлы, запасом нефти (18,8 млрд тонн, 9,9 % от общемировых запасов) и занимает 5,5 % на мировом рынке торговли нефтепродуктами.
С 2008 года Иран торгует своей нефтью на собственной бирже в евро и риалах.
Основными потребителями иранской нефти были, в 2017 году, Азиатско-Тихоокеанский регион (64,5 %) и Европа (35,5 %). Из основных стран-экспортёров можно выделить: Китай (24 %), Индия (18 %) и Республика Корея (14 %), далее Турция, Италия , Япония, Франция, другие страны.
В 2018 году Иран добывал (до возобновления санкций) 4,8 миллиона баррелей/сутки, поставляя на мировой рынок 2,5—2,6 млн баррелей в сутки; с ноября 2018, когда США ввели санкции, этот показатель снизился до 1,3 млн баррелей. В 2019 году добыча снизилась до 2,28 млн баррелей в сутки (самый низкий показатель за последние 30 лет), а объём экспорта упал до 0,5—0,6 млн баррелей в сутки. В 2020 году добыча составила менее 2 млн баррелей в сутки, достигнув сорокалетнего минимума (этому способствовал, помимо санкций, и глобальный экономический спад, вызванный пандемией COVID-19).
В 2022 год рост нефтедобычи составил 40 %, экспорт также вырос, до 1,4 млн барр./сутки (максимальное количество за последние 3,5 года), и в 2023 г. добыча превышает 3 млн барр./сутки.
Природный газ
Иран обладает 16 % мировых запасов природного газа. Основные месторождения расположены на шельфе Персидского залива и на северо-востоке страны.
Иран, как и Катар, эксплуатируют одно и то же месторождение (называя его по-разному: Катар — Северным, а Иран — Южным Парсом) в Персидском заливе. При этом, Катар является крупнейшим в мире экспортером СПГ, а Иран добывает в основном для внутреннего рынка и лишь немного поставляет в Турцию — около 6-8 млрд м³ (в 2017 году объём поставок составил 8,9 млрд кубометров).
Стратегические исследования в области газовой инженерии осуществляет одноимённая ассоциация.
2021: Тегеран сообщил об обнаружении крупнейшего месторождения природного газа в иранском секторе Каспийского моря в районе города Чалус.
| 2011 | 2012 | 2013 | 2014 | 2015 | 2016 | 2017 |
| ---- | ---- | ---- | ---- | ---- | ---- | ---- |
| 9,1  | 8,4  | 9,4  | 9,6  | 8,4  | 8,4  | 12,5 |

## Промышленность
Добыча нефти, угля, газа, медных, железных, марганцевых и свинцово-цинковых руд.
Имеются нефтеперерабатывающие, нефтехимические предприятия.
Крупный металлургический комбинат Исфаханский металлургический комбинат (Esfahan Steel Company) в г. Исфахан (строился с 1967 г. при поддержке СССР, введён в эксплуатацию к 1979 году); реконструирован в 1988 г.; в наши дни Исфаханский металлургический завод является одним из основных промышленных комплексов Ирана.
Соотношение чугун—сталь в металлургии Ирана составляет, по данным на 2012 год, −0,22.
Широко представлено машиностроение и металлообработка; Иран является одной из шести стран в мире, которые производят паровые и газовые турбины. 

Авиационная промышленность Ирана
Также пищевая, текстильная промышленности.
Развито кустарное производство ковров, метизов.
Иран стал самодостаточным в проектировании, строительстве и эксплуатации плотин и электростанций и он выиграл большое количество международных заявок в конкуренции с иностранными фирмами.
См. также:
- Министерство промышленности и торговли Ирана
- Оборонная промышленность Ирана

### Автомобильная
В последние годы автомобильная промышленность страны растёт быстрыми темпами. В стране есть собственные заводы, включая Iran Khodro Industrial (IKCO), Pars Khodro, Saipa, Kerman Khodro, Bahman Autos и Kish Khodro, на которых производят автомобили.
Налажено также сотрудничество с французскими автомобильными гигантами. Так, крупнейшая промышленная группа Iran Khodro Industrial в настоящее время производит несколько моделей, которые базируются на платформах Пежо, также она освоила[когда?] выпуск иранского легкового автомобиля Samand X7.
Однако, многие иранские модели автомобилей не соответствует некоторым критериям экологичности и расходует большое количество топлива.
Государственная компания ITMCO (принадлежит Корпусу стражей исламской революции) — выпуск тракторов для сельского хозяйства (экспорт на рынки стран Ближнего и Среднего Востока; вскоре, возможно, и России).

## Энергетика
К 2010 г. планируется довести добычу газа в Иране до 290 млрд кубометров в год. В это же время должен быть начат полномасштабный экспорт газа. В 2005 г. Иран поставлял ежегодно 7 млрд кубометров газа в Турцию.
В настоящее время ведётся строительство газопровода от месторождения Южный Парс до завода по сжижению природного газа на острове Киш в Персидском заливе. Обсуждается строительство газопровода Иран — Пакистан — Индия. В 2005 был открыт газопровод Иран - Армения.
Для расширения экспорта газа может быть предпринята попытка восстановить сеть газопроводов IGAT, в том числе IGAT-1, мощностью 9,6 млрд кубометров в год, построенный в 1970 г. для осуществления поставок газа в Армению и Азербайджан, и IGAT-2 мощностью 27 млрд кубометров в год, строительство которого не было завершено в связи с Исламской революцией в 1979. Оба газопровода требуют реконструкции. Их расконсервация может позволить Ирану поставлять газ через Украину в ЕС. В качестве альтернативы рассматривается расширение действующего газопровода из Ирана в Турцию до Греции.
В 2005 в Иране насчитывалось 132 млрд баррелей доказанных запасов нефти (около 10 % от мировых запасов). Иран добывает 4,2 млн баррелей в сутки, из них экспортируется около 2,7 млн баррелей. Иран являлся четвёртым экспортёром нефти в мире (вторым в ОПЕК), а также крупнейшим поставщиком нефти в Китай.
Согласно иранской конституции, запрещается продажа иностранным компаниям акций национальных нефтедобывающих предприятий или предоставление им концессий на добычу нефти. Разработку нефтяных месторождений ведёт государственная Национальная иранская нефтяная компания (NIOC — National Iranian Oil Company). С конца 1990-х годов, однако, в нефтяную отрасль пришли иностранные инвесторы (французские Total и Elf Aquitaine, малайзийская Petronas, итальянская Eni, Китайская национальная нефтяная компания, а также белорусский «Белнефтехим»), которые по компенсационным контрактам получают часть добытой нефти, а по истечении срока контракта передают месторождения под контроль ИННК.
Несмотря на свои колоссальные запасы углеводородов Иран испытывает дефицит электроэнергии. Импорт электричества на 500 млн киловатт-часов превышает экспорт. Разработанная в этой связи национальная программа подразумевает введение в строй до 2010 мощностей, позволяющих добывать дополнительно 53 тысячи мегаватт. Программа предусматривает развитие гидроэлектроэнергетики и ядерной энергетики. Первая иранская атомная электростанция строится в Бушере, при посредничестве России.

## Транспорт
Иран имеет развитую транспортную инфраструктуру. Общая протяжённость автомобильных дорог составляет 178 тыс. км, из них 2/3 — с твёрдым покрытием. На 1000 человек приходится личных 140 автомобилей. Протяжённость железных дорог — 6405 км. Железнодорожное сообщение имеется с Азербайджаном, Пакистаном, Турцией и Туркменистаном. Ведётся строительство ветки Хорремшехр — Басра (Ирак). Ширина колеи — 1435 мм. Крупнейший порт — Бендер-Аббас на берегу Персидского залива, на берегу Каспийского моря — Энзели. В Иране действует 321 аэропорт, 129 имеют взлётно-посадочные полосы с твёрдым покрытием. В восьми крупнейших городах страны ведётся строительство метро. В ряде городов развита трамвайная сеть. Дороги в Иране считаются лучшими на Среднем Востоке, а на втором месте — Израиль. Протяжённость трубопроводов — 34 тыс. км; из них 17 тыс. — газопроводы, 16 тыс. — нефтепроводы, 1 тысяча — для перегонки сжиженного газа и газоконденсата. Имеются и высокоскоростные ж/д магистрали: Исфахан — Тегеран — Шираз и Кум — Исфахан-Мешхед (поезда мчатся со скоростью свыше 270 км/ч.) Ведётся строительство ещё четырёх скоростных железнодорожных магистралей.

## Сфера услуг

### Банковская система
Банковская система Ирана функционирует на принципах исламского банкинга. Риба («недопустимая прибыль при совершении торговой или любой другой сделки») согласно ей запрещена. При этом, долгое время идут споры о том, запрещена или нет банковская прибыль. В статье 595 закона «Об исламской шариатской системе наказаний в Иране» говорится, что риба является преступлением и за неё предусмотрено наказание. Виновные в получении или даче рибы, а также оказании посреднических услуг помимо конфискации рибы могут быть арестованы на срок от шести месяцев до трех лет, подвергнуты наказанию в виде ударами плетью (74 удара) и обязаны выплатить денежный штраф, сумма которого должна равняться рибе.
Согласно принятому в 1984 году меджлисом Ирана закона «О банковской деятельности без получения рибы» — для устранения получения рибы при депозите лицо, решившее положить свои деньги на депозит в банк, не заключает кредитный договор, а заключает другой договор, например, договор на представительство. В этом случае деньги размещаются в банке по договору на представительство, а банк в свою очередь в качестве доверенного лица пускает денежные средства в оборот и использует их в таких операциях как получение процентной прибыли, аренда с дальнейшим выкупом и других. В результате этих операций банк получает прибыль, оставляет себе свой процент из этой суммы, а оставшиеся деньги возвращает своему клиенту. Таким образом, в исламских банках человек, положивший свои деньги на депозит, считает банк своим доверенным лицом, которое может вкладывать деньги клиента, а затем отдавать ему прибыль от сделки.
По данным журнала Banker,  семь из десяти ведущих мировых исламских банков были иранскими[когда?]. Иран занимает 8-е место (2,82 %) среди стран на рынке исламского банкинга (на 2006 год).
Исламский совет по финансовым услугам (IFSB) был основан в Куала-Лумпур центральными банками Бахрейна, Ирана, Кувейта, Малайзии, Пакистана, Саудовской Аравии, Судана.
В Иране существует Организация ценных бумаг, которая несёт ответственность за законность и инновационность исламских продуктов и имеет «комитет по вопросам шариата», который оценивает соответствие всех её продуктов нормам исламского права. Также, Иран является страной-соучредителем Исламского банка развития в Джидде (Саудовская Аравия).
Санкции ударили по банковскому сектору Ирана и «его исламская финансовая система развивалась в таких направлениях, которые усложнят связи с иностранными банками», "но иранские банки обслуживали более трети общего количества мировых активов исламского банкинга (по данным Рейтер).
Четвёртый пятилетний план экономического развития (2005—2010) подразумевает допуск иностранных банков в финансовую сферу.

### Туризм

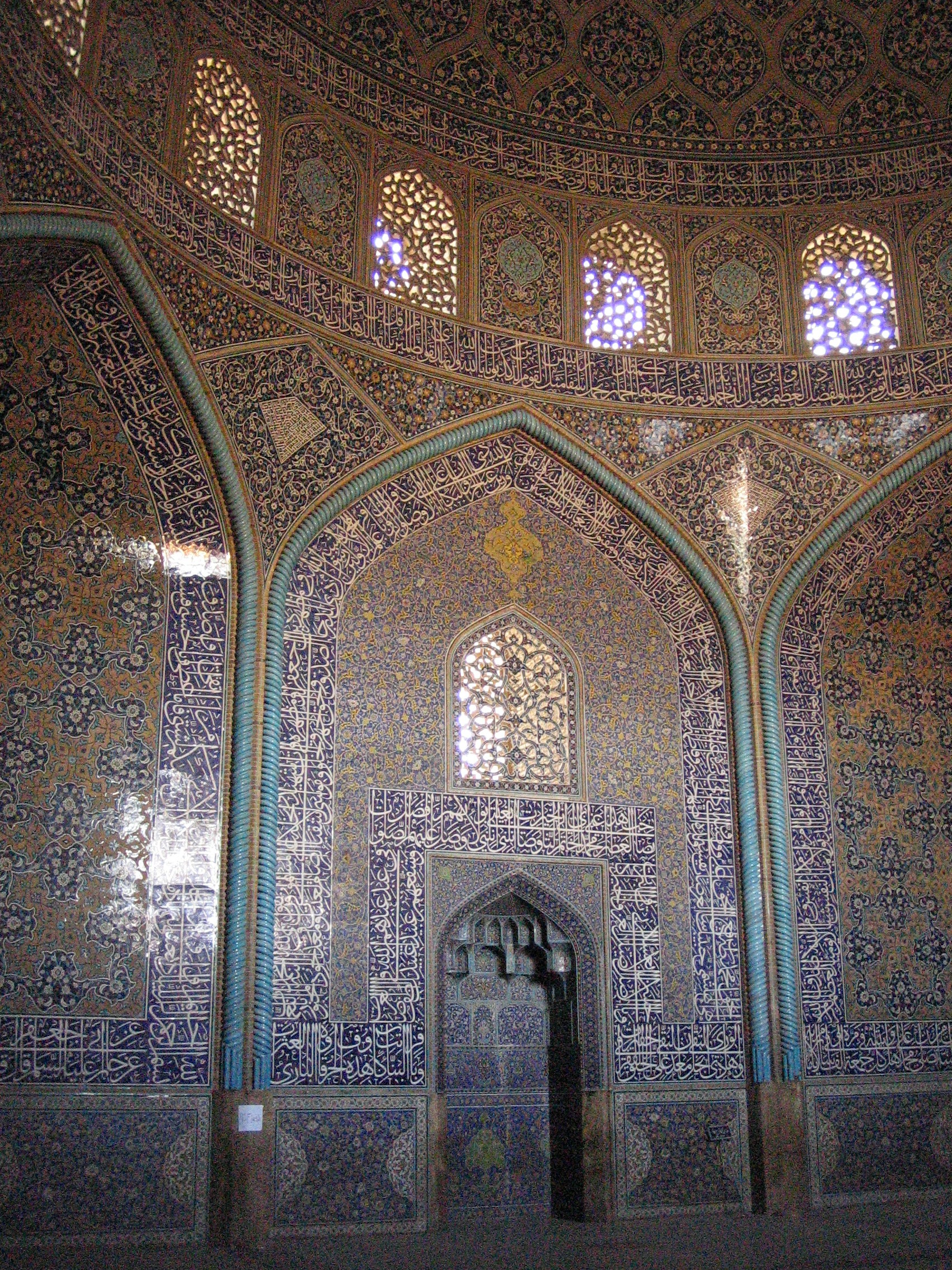
Мечеть шейха Лотфоллы.

Туристическая индустрия Ирана серьёзно пострадала в результате ирано-иракской войны 80-х, однако в настоящее время возрождается. В 2003 г. было выдано 300 тысяч туристических виз, большинство — паломникам из соседних исламских государств, направлявшимся в Мешхед и Кум. В 2004 г. Иран посетили уже 1,7 миллионов иностранных туристов, доходы туриндустрии превысили 2 миллиарда долларов.
Если для мусульман основной интерес представляют священные места, то европейцев интересуют главным образом археологические раскопки и древние памятники. Развитию туризма сильно препятствует несовершенство инфраструктуры.
1,8 % населения заняты в туристическом бизнесе. По прогнозам этот сектор экономики является одним из наиболее перспективных в стране; в ближайшие годы ожидается его прирост на 10 %.
В то время как Иран входит в десятку самых привлекательных для международного туризма стран, по доходам бюджета от туризма страна располагается лишь на 68-м месте.

## Фондовый рынок
Иранский фондовый рынок состоит из Тегеранской фондовой биржи и Iran Fara Bourse с суммарной капитализацией в 1,23 трлн долларов. На площадках торгуется около 600 компаний.

## Внешняя торговля

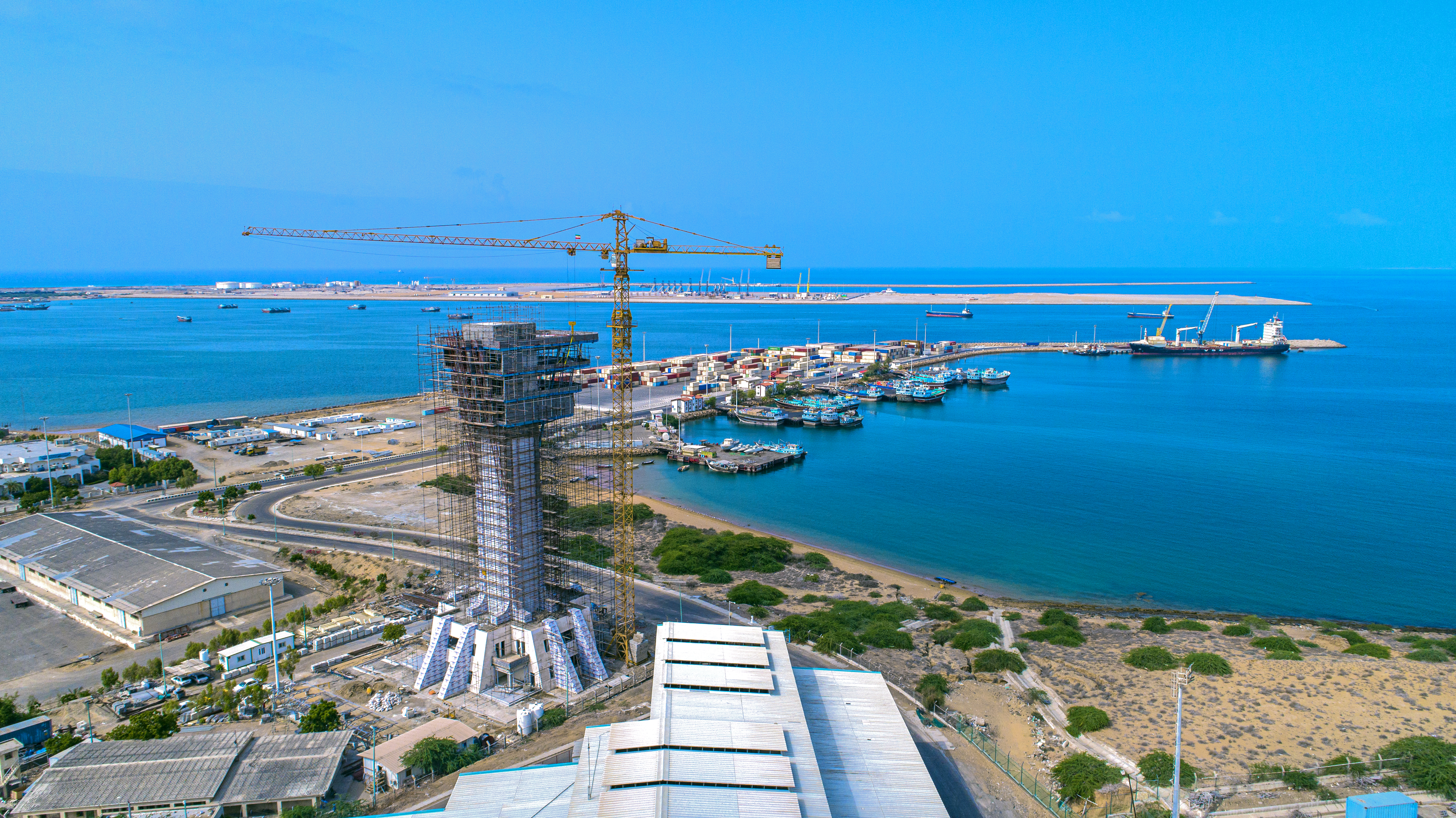
Порт Чабахар, единственный глубоководный порт Ирана

Порт и свободная торгово-промышленная зона «Чабахар» в Оманском заливе Аравийского моря — ключевой порт в транспортном коридоре «Север — Юг»

Основные статьи экспорта: сырая нефть и продукты переработки нефти, руды металлов, сельскохозяйственная продукция. 

Основные статьи импорта: продукция тяжёлого машиностроения и химической промышленности, автомобили, железо, сталь, минеральное сырьё, текстиль, бумага.
К основным торговым партнёрам Ирана относятся Китай, Япония, Германия, Россия, Франция, Италия и Турция. Иран является ключевым членом Организации экономического сотрудничества, в которую входят страны юго-западной Азии а также центральноазиатские республики бывшего СССР.
Иран активно развивает экономические связи со странами региона, использует свободные торгово-промышленные зоны (СЭЗ):
1. Чабахар — в 70 километрах от границы с Пакистаном, глубоководный морской порт в Оманском заливе Аравийского моря,
2. Кешм (остров) — у входа в Ормузский пролив; бункеровка судов, реализация нефтепродуктов,
3. Киш (остров) — туризм, торговля, финансы,
4. Маку (город) — на северо-западе Ирана, граничит с Турцией,
5. «Арванд» (Arvand) — на ирано-иракской границе; для торговли с Ираком,
6. СЭЗ «Арас» (Aras) — на северо-западе Ирана  городе Джульфа, граничит  с республикой Нахичевань; для торговли с Грузией, Арменией и Азербайджаном,
7. «Анзали» — на южном побережье Каспийского моря; для торговли с Россией (Махачкала, порт Оля, порт Астрахань) и странами Каспийского бассейна[39][40].

На СЭЗ также приходится 70 % транзита товаров через Иран.
- Экспорт: 63,18 млрд долларов[когда?]
  - статьи экспорта: нефть, химикаты, фрукты и орехи, ковры, оружие
  - партнёры по экспорту: Япония (16,9 %), Китай (11,2 %), Италия 6 %, Южная Корея 5,8 %, Турция 5,7 %, Нидерланды 4,6 %, Франция 4,4 %, ЮАР 4,1 %, Тайвань 4,1 %
- Импорт: 45,58 млрд долларов
  - статьи импорта: машины, оборудование и техника
  - партнёры по импорту: Германия (13,9 %), ОАЭ (8,4 %), Китай (8,3 %), Италия 7,1 %, Франция 6,3 %, Южная Корея 5,4 %, Россия 4,9 %

## Рынок труда и доходы населения
1/3 всего работоспособного населения — женщины.
Стандартная рабочая неделя составляет 44 часа, а любая работа более 48 часов даёт работнику право получить сверхурочные.
В 2006 году среднегодовая заработная плата составила 2700 долл. (ежегодно устанавливаются для каждого промышленного сектора и региона).
На 2017 год она составляет 9 299 310 риал в месяц, это 250 долларов США (3000 в год).
Уровень безработицы 15,5 % (2011).